# Cessalto
Cessalto es un municipio italiano de 3.598 habitantes en la provincia de Treviso (región del Véneto). Su nombre deriva de Caesus Saltus, que significa «bosque talado».
Cessalto es una de las localidades implicadas en los acontecimientos humanos e históricos que se desarrollaron entre el siglo XI y el XIII y de las numerosas propiedades que tuvieron como protagonistas a miembros de la familia de los Ezzelini. 
Destaca en el lugar la Villa Zeno, una de las villas palladianas declaradas Patrimonio de la Humanidad por la Unesco- Fue edificada probablemente en el año 1554. 

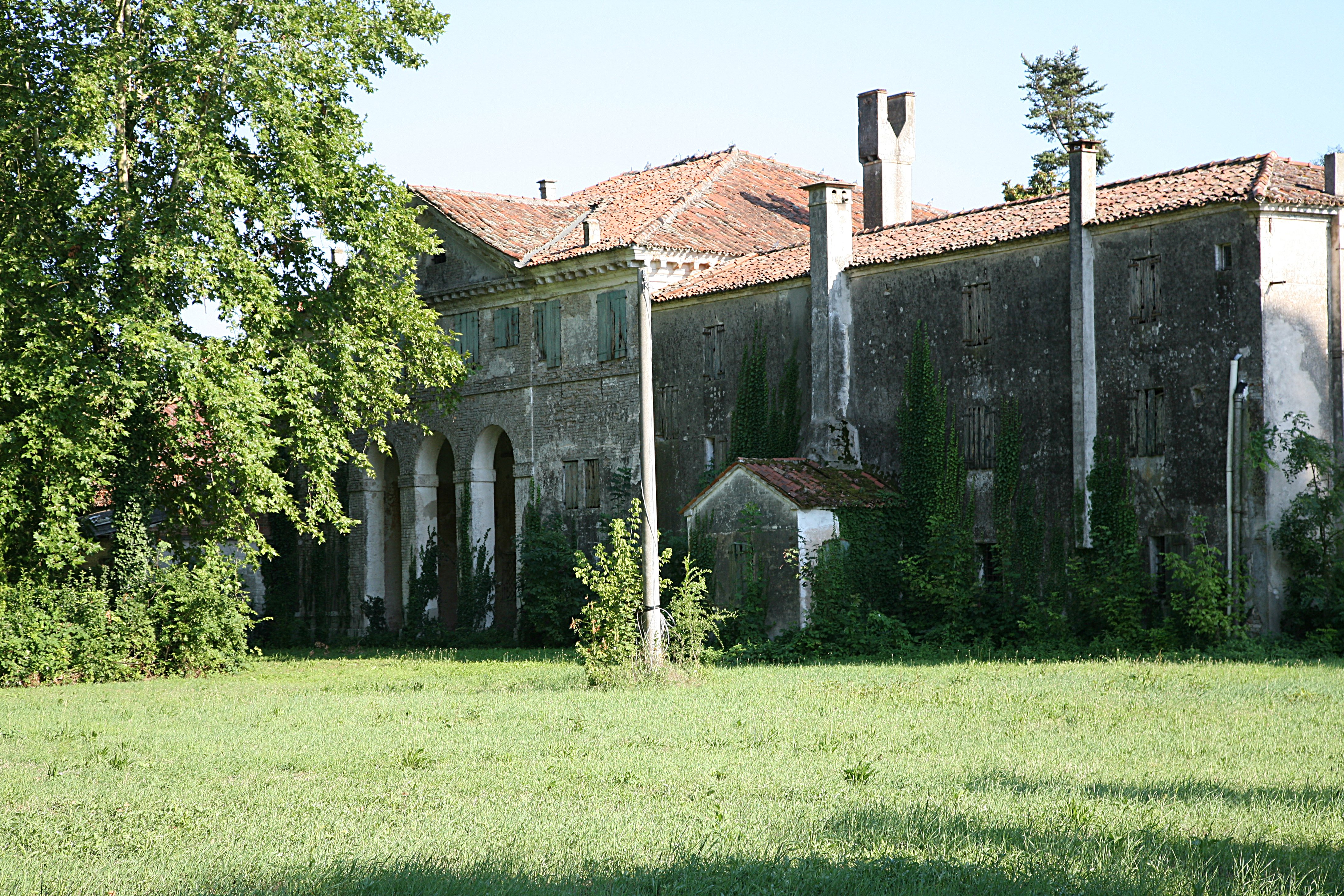
Villa Zeno.

## Evolución demográfica
| Gráfica de evolución demográfica de Cessalto entre 1861 y 2001 |
|                                                                |
| Fuente ISTAT - elaboración gráfica de Wikipedia                |

- Datos: Q29396
- Multimedia: Cessalto / Q29396

1. ↑  Worldpostalcodes.org, código postal n.º 31040.
2. ↑  «Codici Catastali». Comuni-italiani.it (en italiano). Consultado el 29 de abril de 2017.